# 忙农镇
忙农镇，是中华人民共和国内蒙古自治区赤峰市宁城县下辖的一个乡镇级行政单位。

## 行政区划
忙农镇下辖以下地区：
大忙农营子村、王官营子村、唐神台村、东扎兰营子村、小忙农营子村、东沟丘村、刘家营子村、坤头营子村、前三家村、小榆树林子村、大榆树林子村、东洼子村、丛杖子村、大二十家子村和西箭村。